# Babylon Berlin/Handlungsstränge
Die Serie Babylon Berlin besteht aus zahlreichen parallelen Handlungssträngen, die persönliche Lebensläufe, aber auch allgemeine gesellschaftliche und politische Entwicklungen darstellen und vielfach miteinander verwoben sind. Hier werden einzelne Entwicklungslinien der Gesamterzählung episoden- und staffelübergreifend dargestellt.

## Personen

### Gereon Rath und Familie
Der Polizist Gereon Rath wird aus Köln zur Berliner Sittenpolizei versetzt. Grund dafür ist der Geheimauftrag, einen vermutlich dort aufbewahrten illegal gedrehten Pornofilm aufzufinden und zu vernichten, mit dem der Kölner Oberbürgermeister Konrad Adenauer erpresst wird. Gemeinsam mit Bruno Wolter, dem Chef der „Sitte“, gelingt ihm dies auch nach einigen Fehlschlägen. Danach beschließt er, nicht mehr nach Köln zurückzukehren, und wird in die Mordkommission unter Ernst Gennat versetzt.
Gereon leidet unter einer posttraumatischen Belastungsstörung aus dem Ersten Weltkrieg, weil er aus dem Schützengraben zusehen musste, wie sein Bruder Anno schwer verletzt vor ihm auf dem Schlachtfeld zurückblieb, während er selbst gefangen genommen wurde. Er geht davon aus, dass sein Bruder (zu dem er in einem Konkurrenzverhältnis stand) gefallen ist. Gegen seine Tremoranfälle nimmt Gereon Morphium, von dem er bereits körperlich abhängig ist, was er geheim halten muss. Außerdem befindet er sich in psychiatrischer Behandlung bei einem Dr. Schmidt, der sich schließlich als Anno Rath unter neuer Identität entpuppt (bzw. projiziert Gereon Rath sein Trauma um seinen Bruder auf den Psychiater). In die Pornofilm-Erpressung scheint Dr. Schmidt eingebunden zu sein und zunächst auf Seiten der Erpresser zu stehen; dies wird bis zur 3. Staffel nicht aufgelöst. Die Sitzungen mit Dr. Schmidt – der mehrere Hauptpersonen behandelt – sind als Rahmenhandlung oder Meta-Ebene der Serie interpretierbar, so dass die ihn betreffende Geschichte möglicherweise nur in Gereons Fantasie abläuft bzw. nacherlebt wird. Am Ende der 4. Staffel meint Gereon, er habe sein Kriegstrauma überwunden, und will sich von seinem übermächtigen Bruder lossagen.
Schon vor Annos (scheinbarem) Tod hatte Gereon ein Verhältnis mit dessen Frau Helga. Während seines Aufenthaltes in Berlin erscheint Helga mit ihrem 12-jährigen Sohn Moritz überraschend und berichtet, der vermisste Anno sei offiziell für tot erklärt worden, und drängt auf eine Heirat. Ihre Leidenschaft füreinander lebt zwar zunächst wieder auf, ist aber stets überschattet von Gereons Arbeit mit ihren Verwicklungen und Zwischenfällen und dem wiederholten Zwang, sich zu verstecken. Auch Moritz ist von den Entwicklungen nicht begeistert, und so erkalten ihre Gefühle füreinander schließlich. Helga verlässt Gereon und geht ein Verhältnis mit dem reichen Industriellen Alfred Nyssen ein, der ihr ein luxuriöses Hotelzimmer zur Verfügung stellt.
Moritz hält nach der Trennung zunächst zu Helga, doch als sie ihm verbietet, an einem Lager der Hitlerjugend teilzunehmen, verlässt er sie und wohnt lieber bei Gereon. Der Junge kommt mit seinem eigenen unsicheren und weichherzigen Wesen nicht klar; er bewundert die geradlinigen, kernigen Charaktere bei der Hitlerjugend. Mit 14 tritt er der Organisation schließlich bei, später der SA.

### Charlotte Ritter und Familie
Die junge Charlotte Ritter, zweite Hauptperson der Serie, arbeitet anfangs tagsüber stundenweise als Stenotypistin für die Polizei und nachts als Prostituierte im Nachtclub Moka Efti, womit sie ihrer Familie ein Einkommen sichert. Bei einem Sonderauftrag, bei dem sie zurückliegende Morde für eine Kartei verschlagworten soll, erwacht ihr Interesse für die Kriminalistik, und sie entwickelt den Ehrgeiz, die erste Frau in der Mordkommission zu werden. Bruno Wolter hat sie in der Hand, da sie als Prostituierte nicht gemeldet ist und somit schwarz arbeitet. Das nutzt er aus, indem er sie sexuell in Anspruch nimmt und sie dienstlich auf Gereon Rath ansetzt, dem er nicht traut. So erfährt er von Gereons Morphiumabhängigkeit.
Nach Wolters Tod wird Charlottes Bewerbung zur Kriminalassistentin angenommen. So wird sie Gereon Raths direkte Mitarbeiterin und kann durch ihre Kenntnis der Berliner Unterwelt oft wertvolle Tipps geben. Im Verlauf der Serie erweist sie sich zunehmend als kluge und mutige Ermittlerin, obwohl die reine Männerwelt der Mordkommission ihr dies nicht leicht macht. Ernst Gennat hält zwar viel von ihr als Ermittlerin, doch der stockkonservative Wilhelm Böhm trägt ihr bewusst nur Botengänge auf.
Charlotte lebt zunächst gemeinsam mit ihren Eltern, ihrer älteren Schwester Ilse, deren Mann Erich und ihrer jüngeren Schwester Toni in einer engen Wohnung. Der erwerbs- und charakterlose Erich sieht sich als Familienoberhaupt, und nachdem die Mutter gestorben ist, wird das Zusammenleben mit ihm für Charlotte und Toni unerträglich. Die zwei nehmen sich ein gemeinsames Zimmer im Haus nebenan.
Als Ilses Augenleiden schlimmer wird, finanziert Charlotte ihr aus eigenen Mitteln eine Operation, doch können sie sich keinen teuren Arzt leisten und geraten an einen Quacksalber. Ilse erblindet bald nach der Operation, und die Familie trennt sich von Charlotte, die auf die Operation gedrängt hatte. Auch Toni verlässt sie und schließt sich lieber einer Gruppe von Straßenkindern an.

### Greta Overbeck
Sie ist eine Kinderfreundin von Charlotte Ritter, ein etwas einfältiges und naives, aber gutherziges Mädchen vom Lande, vom Schicksal nach Berlin gespült, wo sie zufällig wieder auf Charlotte trifft. Weil sie wegen einer entzündeten Kaiserschnittwunde nicht im Rotlichtmilieu arbeiten kann, empfiehlt Charlotte sie für die gerade freigewordene Stelle als Hausmädchen bei der Familie von August Benda, dem Chef der Politischen Polizei, wo sie sich schnell wohlfühlt und geschätzt wird.
Greta lernt zwei junge Männer kennen, Fritz und Otto, Angehörige der Kommunistischen Partei, und verliebt sich in Fritz. Später wird Fritz vor ihren Augen von der Polizei niedergeschossen; Otto, der sie schnell von der Szene wegzieht, erklärt ihr, Benda habe dazu den Befehl gegeben. Greta ist entschlossen, Fritz zu rächen. Gemeinsam platzieren sie eine Bombe in Bendas Schreibtisch zu Hause.
Als sie plangemäß nach dem Scharfmachen der Bombe mit dem Zug abreisen will, sieht sie auf dem Bahnsteig einen SA-Schlägertrupp und darin Otto und Fritz. Dieser gibt vor, sie nicht zu kennen, und stößt sie brutal von sich. Sobald sie begriffen hat, dass Fritz und Otto mittlerweile Nazischläger geworden sind, der Polizeiangriff auf Fritz nur vorgetäuscht war und sie selbst von beiden ausgenutzt wurde, um Benda zu beseitigen, eilt sie zurück zu Bendas Haus. Die Bombe explodiert in dem Moment, als sie vor dem Haus ankommt, und tötet Benda und seine kleine Tochter. Greta wird vollkommen verstört als verdächtige Person festgenommen.
Im Ermittlungsprozess legt sie ein wahrheitsgemäßes Geständnis ab, doch die Identitäten von Fritz und Otto (zwei falsche Namen) bleiben rätselhaft. Als der eigentliche Drahtzieher des Anschlags, Oberst Günther Wendt, Greta zu verstehen gibt, dass er um ihr Baby weiß und es in seine Gewalt bringen kann, ändert sie vor Gericht ihre Aussage und gibt die Schuld den Kommunisten. Gereon Rath und Charlotte Ritter, überzeugt davon, dass das nicht stimmt, kommen der Wahrheit nahe, doch da Greta nicht mehr kooperiert, muss der bereits festgenommene Richard Pechtmann alias „Fritz“ wieder auf freien Fuß gesetzt werden. Greta wird schließlich zum Tode verurteilt. Charlotte Ritter erwirkt zwar einen Aufschub der Exekution, kann diesen jedoch nicht rechtzeitig übermitteln, weil der Drahtzieher des Todesurteils, Regierungsrat Wendt, dafür gesorgt hat, dass sie aufgehalten wird – Greta wird vor ihren Augen enthauptet.

## Ereignisketten

### Der Kesselwagenzug
In der Sowjetunion wird ein Güterzug aus lauter Kesselwagen mit Fahrtziel Berlin überfallen, die deutsche Besatzung wird ermordet. Vor der Weiterfahrt wird ein zusätzlicher Kesselwagen angehängt. An der deutschen Grenze wird der Zug zunächst aufgehalten, dann durch Eingreifen von Generalmajor Seegers durchgelassen. In Berlin wird er wegen eines Zwischenfalls am Anhalter Güterbahnhof, bei dem die Frachtpapiere vorübergehend verloren gehen, zur Untersuchung in einen Schuppen rangiert.
In dem beim Überfall angehängten Wagen befindet sich der Goldschatz der Sorokins, der mit gefälschten Papieren nach Istanbul weiterfahren soll, von wo aus Trotzki seinen Aufstand gegen Stalin vorbereitet. Alexej Kardakow, der in Berlin den Goldwagen übernehmen und weiterleiten soll, wird von Swetlana Sorokina, seiner vorgeblichen Partnerin, tatsächlich aber Gegenspielerin, daran gehindert; sie will das Gold für sich selbst nach Paris umleiten und versucht mehrmals, Kardakow zu töten, der jedoch immer knapp überlebt und schließlich den „Armenier“ um Hilfe bittet. Als sich herausstellt, dass die Ladung der übrigen Wagen nicht aus den in den Papieren verzeichneten Pestiziden, sondern aus dem Kampfgas Phosgen besteht, rückt der Zug in den Fokus der Politischen Polizei, denn das Giftgas wurde, ähnlich wie zuvor schon geschmuggelte Waffen, über einen Strohmann von nationalistischen Kräften zur Bewaffnung der Schwarzen Reichswehr bestellt. Die Führung der Reichswehr erwirkt, dass der Zug in die Sowjetunion zurückgeschickt wird, um weiteres Aufsehen zu vermeiden, und plant, ihn unterwegs zu kapern.
Charlotte Ritter kommt dahinter und alarmiert Gereon, dieser seine Assistenten. Sie überleben einen von Wolter forcierten Autounfall und besetzen den Zug schon etwas vor dem Punkt des geplanten Überfalls. Dort wird das Überfallkommando der Reichswehr von Truppen des Armeniers erschossen, diese wiederum werden von der Polizei mit Betäubungsgas außer Gefecht gesetzt. In einem Zweikampf Rath gegen Wolter stellt sich heraus, dass die scheinbaren Goldbarren im Sorokin-Wagen lediglich vergoldete Kohlebriketts sind. Wolter trennt den Zug und fährt triumphierend mit der Lok und einem Wagen davon. Aus einem Einschussloch ausströmendes Gas entzündet sich an seiner Zigarette, der Wagen explodiert. Schließlich stellt sich heraus, dass nicht die Ladung des Kesselwagens der Goldschatz ist, sondern dass die Kesselwand selbst aus massivem Gold besteht, das dunkel angestrichen wurde.

### Die Schwarze Reichswehr
In der Zusammenarbeit mit Bruno Wolter, dem er immer weniger vertraut, kommt Gereon Rath hinter eine Verschwörung hochrangiger Militärs und sonstiger einflussreicher Leute, der auch Wolter angehört und die eine geheime deutsche Streitmacht aufbauen, womit sie den Versailler Vertrag hintergehen. Politisches Ziel dieser Verschwörung ist ein Staatsstreich zur Wiedereinsetzung der deutschen Monarchie. Mit den Nationalsozialisten verbindet sie die Verachtung der Republik; für Gewaltmaßnahmen bedienen sie sich der gut organisierten SA. Ein Attentat auf den französischen Außenminister kann Rath knapp verhindern; eine weitere ihrer Aktionen besteht in dem Bombenattentat auf Benda, das dem Mitverschwörer Günther Wendt einen einflussreichen Posten, schließlich sogar die Präsidentschaft der Polizei sichern soll.
Wolter hat im Keller seines Hauses ein geheimes Waffenlager angelegt, das von Moritz Rath entdeckt wird, worauf Wolter sich als väterlicher Freund gibt und Moritz für den Waffensport zu begeistern versucht. Rath erfährt vom sowjetischen Botschafter von der Geheimen Fliegerschule in der Sowjetunion; als gerichtsfesten Beweis erstellt er unter Lebensgefahr Fotoaufnahmen davon. Es gelingt ihm, Haftbefehle gegen die Verschwörer zu erwirken, er muss jedoch erkennen, dass sie vom Reichspräsidialamt gedeckt werden, wogegen er machtlos ist.
Der Journalist Samuel Katelbach, ein ehemaliger Wohnungsnachbar Gereon Raths, hat aus geheimen Quellen erfahren, dass die Lufthansa in den illegalen Wiederaufbau der deutschen Luftstreitmacht verwickelt ist, und einen Leitartikel darüber verfasst. Die Veröffentlichung des Artikels wird von einem SA-Schlägertrupp mit Gewalt verhindert, der die Redaktion verwüstet, worauf Katelbach selbst untertauchen muss und von Gereon versteckt wird.
Wendt legt schließlich, von Gereon zur Rede gestellt, ein selbstzufriedenes Geständnis seiner Taten ab, wohl wissend, dass ihm nichts davon bewiesen werden kann und alle Zeugen tot sind – Gretas übereilte Hinrichtung hat er selbst angeordnet, „Fritz“ und „Otto“ wurden erschossen. Dieses Gespräch lässt Gereon insgeheim auf eine Schallplatte mitschneiden.

### Die Mordserie der 3. Staffel
In der dritten Staffel wird im Studio Babelsberg der Film „Dämonen der Leidenschaft“ gedreht. Mehrere Morde halten die Produktion auf, in die der „Armenier“ und sein Geschäftspartner Weintraub eine hohe Summe investiert haben, weshalb sie unbedingt an einer Fertigstellung interessiert sind.
Als erstes wird die Hauptdarstellerin Betty Winter von einem herunterfallenden Scheinwerfer erschlagen, der zuvor von einem Unbekannten gelockert wurde. Bevor die Polizei den Tatort sichert, beseitigt der „Armenier“ alle Spuren, die auf Fremdverschulden hinweisen, damit es wie ein Unfall aussieht – in diesem Fall würde die Versicherung ihm den Schaden ersetzen. Der für den Scheinwerfer verantwortliche Beleuchter wird in Gereon Raths Wagen erschossen, bevor er befragt werden kann. Anschließend werden zwei weitere Frauen ermordet, die für Betty Winter eingesprungen sind, damit der Film fertiggestellt werden kann, zuletzt Charlotte Ritters Freundin Vera Lohmann, die mit Weintraub gemeinsam vom Dach fällt, wobei es so aussieht, als sei Weintraub der Täter.
Weintraub überlebt schwerverletzt und berichtet dann, er sei vom Täter überfallen und gemeinsam mit Vera Lohmann vom Dach gestürzt worden. Die Ermittler kommen auf keine erfolgversprechende Fährte, Aussagen und Indizien sind zu widersprüchlich. Erst am Schluss fällt Charlotte Ritter auf, dass Weintraubs Fingerabdrücke an einer Tatwaffe spiegelverkehrt sind. Sie konfrontiert Leopold Ullrich damit, den peniblen und ehrgeizigen Leiter des polizeilichen Erkennungsdienstes, und wird von ihm niedergeschlagen, später auch Gereon Rath, der nach ihr sucht. Gereon kann mit Zuckerwürfeln seine tödliche Insulin-Injektion kompensieren und stößt dazu, als Ullrich im großen Hörsaal vor einem imaginären Auditorium sein Vorgehen enthüllt: Die ersten zwei Morde waren ein Racheakt gegen den Armenier durch einen persönlichen Gegner. Doch als Ullrich die Waffe des zweiten Mordes identifiziert hatte und diese Erkenntnis mitteilen wollte, stieß er wiederholt auf herablassende Behandlung vonseiten der Ermittler, so dass er beschloss, stattdessen die Täter zu weiteren Morden zu zwingen und dabei falsche Indizien zu legen, nur um die Ermittler vorzuführen, die seine wichtige Arbeit zu gering schätzen. Gereon kann Alarm schlagen, Ullrich wird festgenommen.

### Börsenkrach
In den Jahren kontinuierlichen wirtschaftlichen Wachstums haben die Banken zahlreiche Normalverdiener dazu gedrängt, in wachsende Aktienfonds zu investieren und dafür hohe Darlehen aufzunehmen, die sie später mit Gewinn würden tilgen können. Unter den aktiven Figuren der Serie hat sich auch Kriminaloberkommissar Wilhelm Böhm dazu überreden lassen.
Der von seiner Mutter für nutzlos gehaltene Industriellensohn Alfred Nyssen wird sich dieser Entwicklung bewusst, nachdem sein Anwalt Wegener verdeckte Nachforschungen angestellt hat. Da die derzeitigen Preise der Aktien ihren tatsächlichen Wert um ein Vielfaches übersteigen und nur die angeheizte Nachfrage die Kurse oben hält, ist Nyssen davon überzeugt, dass diese Spekulationsblase eines Tages platzen muss.
Er versammelt führende Wirtschaftsgrößen und unterbreitet ihnen den Plan, mit gemeinsam finanzierten großvolumigen Leerverkäufen als Gewinner aus der zu erwartenden Krise hervorzugehen, wird jedoch nur ausgelacht. Alle sind davon überzeugt, dass das Wachstum anhalten wird. Da Nyssen allein für eine solche Maßnahme in lohnendem Umfang die Mittel fehlen, entwendet er seiner Mutter durch Dokumentenfälschung eine hohe Summe und wettet damit auf den Crash.
Die dritte Staffel endet am Schwarzen Donnerstag, an dem der Aktienhandel zusammenbricht. Die Kleinanleger stehen machtlos vor hohen Schulden, es kommt zu zahlreichen Suiziden. Böhm verliert die Nerven und droht in der Berliner Börse einen Amoklauf mit seiner Dienstwaffe an, wovon ihn Gereon mit Mühe abhalten kann. Im Gehen sieht Gereon hinter einem Fenster Helga mit dem zufrieden grinsenden Alfred Nyssen.

### Verschwundener Edelstein „Blauer Rothschild“
In der vierten Staffel, die am Silvesterabend 31. Dezember 1930 beginnt und im Jahre 1931 spielt, geht es zum einen um einen verschwundenen Diamanten, der der Familie Nyssen in ihrem Schloss gestohlen wurde. Der US-amerikanische jüdische Gangster Abe Goldstein  kommt mit dem Zeppelin nach Berlin, um an diesen Diamanten zu gelangen.
In einem weiteren Handlungsstrang der vierten Staffel geht es um eine Vereinigung „Weiße Hand“ unter Leitung des Richters Voss, die Richterwillkürjustiz vollstreckt.
Zudem geht es in einem weiteren Handlungsstrang um Morde in der Berliner Unterwelt, den Ringvereinen, und geschobene Boxwetten in Berlin. Zugleich wird gezeigt, wie der Stennes-Putsch in Berlin stattfindet.